# Marussia MR03
O MR03 é o modelo de carro de corrida da equipe Marussia utilizado nas temporadas de Fórmula 1 de 2014 e 2015.
Em substituição aos propulsores Cosworth utilizados no modelo anterior, a Marussia firmou um acordo com a Ferrari para o fornecimento de motores, além de outros componentes, como o KERS e a transmissão de 8 marchas.

## Resumo

### 2014
Pilotando o MR03 durante o Grande Prêmio de Mônaco, o piloto francês Jules Bianchi marcou os primeiros pontos da equipe na categoria, ao terminar a corrida na nona colocação.
No dia 5 de outubro de 2014, no GP do Japão, em Suzuka, Bianchi sofreu um grave acidente na volta 44, quando seu Marussia bateu em um trator que retirava o carro do piloto alemão Adrian Sutil. Foi levado ao Hospital Universitário de Mie, em Yokkaichi e a prova foi encerrada antes do previsto. Foi constatado que sofreu lesão axonal difusa - quando o cérebro move-se violentamente no crânio, e desde então encontra-se em estado crítico porém estável. Na prova seguinte, o GP da Rússia, foi homenageado por pilotos e equipes. A Marussia resolveu não substituí-lo.
Fora do GP dos Estados Unidos por causa de problemas financeiros e também do GP do Brasil, a equipe Marussia anunciou oficialmente na sexta, 7 de Novembro de 2014, que demitiu cerca de 200 funcionários que ainda trabalhavam para a equipe e encerrou as suas atividades na categoria máxima do automobilismo.

### 2015
Após a ressurreição da equipe como Manor Marussia F1, em 2015, a equipe viu-se obrigada a utilizar novamente o MR03, rebatizado para MR03B, mas com modificações para o regulamento da atual temporada. Mesmo tendo levado o carro para o Grande Prêmio da Austrália, os novos pilotos da agora Manor Marussia, Will Stevens e Roberto Merhi não conseguiram sequer tentar se qualificar devido à problemas no software da unidade de potência antiga da Ferrari.

## Resultados
2014
| Pos | Piloto        | Nu. | AUS | MAL | BHR | CHN | ESP | MON | CAN | AUT | GBR | ALE | HUN | BEL | ITA | SIN | JAP | RUS | EUA | BRA | UAE | Pts | Pts da Equipe | Pos da Equipe |
| --- | ------------- | --- | --- | --- | --- | --- | --- | --- | --- | --- | --- | --- | --- | --- | --- | --- | --- | --- | --- | --- | --- | --- | ------------- | ------------- |
| 17  | Jules Bianchi | 17  | Ret | Ret | 16  | 18  | 18  | 9   | Ret | 15  | 14  | 15  | 16  | 18  | 18  | 16  | 20† | Les | Les | Les | Les | 2   | 2             | 9º            |
| 21  | Max Chilton   | 4   | 13  | 15  | 13  | 19  | 19  | 14  | Ret | 17  | 16  | 17  | 15  | 16  | Ret | 17  | 18  | Ret | NP  | NP  | NP  | 0   | 2             | 9º            |

2015
| Pos | Piloto          | Nu. | AUS | MAL | CHN | BHR | ESP | MON | CAN | AUT | GBR | HUN | BEL | ITA | SIN | JAP | RUS | EUA | MEX | BRA | UAE | Pts | Pts da Equipe | Pos da Equipe |
| --- | --------------- | --- | --- | --- | --- | --- | --- | --- | --- | --- | --- | --- | --- | --- | --- | --- | --- | --- | --- | --- | --- | --- | ------------- | ------------- |
| 20  | Will Stevens    | 28  | DNP | DNS | 15  | 16  | 17  | 17  | 17  | Ret | 13  | 16† | 16  | 15  | 15  | 19  | 14  | Ret | 16  | 17  | 18  | 0   | 0             | 10º           |
| 21  | Alexander Rossi | 53  |     |     |     |     |     |     |     |     |     |     |     |     | 14  | 18  |     | 12  | 15  | 18  |     | 0   | 0             | 10º           |
| 19  | Roberto Merhi   | 98  | DNP | 15  | 16  | 17  | 18  | 16  | Ret | 14  | 12  | 15  | 15  | 16  |     |     | 13  |     |     |     | 19  | 0   | 0             | 10º           |

Negrito = Pole Position.
Itálico = Volta Mais Rápida
Ret = Não completou a prova.
† = Classificado pois completou 90% ou mais da prova.
½ = Foram dados a metade dos pontos. A corrida foi interrompida pelo mau tempo.
Desc = Desclassificado da prova.